# سلطان البريك
سلطان البريك (بالإسبانية: Sultan Al-Breki) لاعب كرة قدم قطري، ولد في (7 أبريل 1996) ، يلعب لصالح نادي الدحيل .
كانت بداياته مع أكاديمية أسباير و له تجربة احترافية مع نادي ديبورتيفا ليونيسا الإسباني و مثل المنتخبات السنية القطرية و انظم إلى نادي الوكرة عام 2016 و أعاره نادي الوكرة إلى نادي الدحيل عام 2017 و بعدها إنتقل إلى نادي الدحيل .

## روابط خارجية
- سلطان البريك على موقع الاتحاد الأوربي (الإنجليزية)
- سلطان البريك على موقع قاعدة بيانات كرة القدم.إي يو (الإنجليزية)
- سلطان البريك على موقع ناشيونال فوتبول تيمز (الإنجليزية)
- سلطان البريك على موقع Soccerway.com (الإنجليزية)
- سلطان البريك على موقع عالم كرة القدم.نت (الإنجليزية)